# Лойда тема
Те́ма Ло́йда — тема в шаховій композиції. Суть теми — ідея, пов'язана із звільненням лінії і здвоєнням білих лінійних фігур, яке створюється таким чином: біла лінійна фігура робить по лінії критичний хід, потім інша біла лінійна фігура стає на цю лінію і наступним ходом рухається по лінії в протилежному напрямку від попереднього руху іншої фігури, яка не бере участі в матовій картині.

## Історія

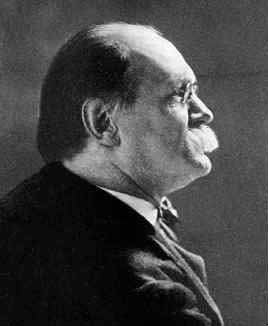
Семюєль Лойд

Цю ідею запропонував в 1858 році американський шаховий композитор Семюєль Лойд (30.01.1841 — 10.04.1911).
В основі задуму — критичний хід будь-якої білої лінійної фігури, наступним ходом у гру вступає інша лінійна біла фігура, яка стає на цю ж тематичну лінію, а потім рухається по лінії в протилежному напрямку руху першої фігури, яка не бере участі в подальшій грі.
Ідея дістала назву — тема Лойда.
|   | a | b | c | d | e | f | g | h |   |
| 8 | c8 чорний кінь · g7 чорний пішак · f5 чорний пішак · h3 білий кінь · d2 чорний пішак · e2 чорний пішак · g2 білий слон · a1 білий король · b1 білий ферзь · d1 чорний слон · e1 чорний король | c8 чорний кінь · g7 чорний пішак · f5 чорний пішак · h3 білий кінь · d2 чорний пішак · e2 чорний пішак · g2 білий слон · a1 білий король · b1 білий ферзь · d1 чорний слон · e1 чорний король | c8 чорний кінь · g7 чорний пішак · f5 чорний пішак · h3 білий кінь · d2 чорний пішак · e2 чорний пішак · g2 білий слон · a1 білий король · b1 білий ферзь · d1 чорний слон · e1 чорний король | c8 чорний кінь · g7 чорний пішак · f5 чорний пішак · h3 білий кінь · d2 чорний пішак · e2 чорний пішак · g2 білий слон · a1 білий король · b1 білий ферзь · d1 чорний слон · e1 чорний король | c8 чорний кінь · g7 чорний пішак · f5 чорний пішак · h3 білий кінь · d2 чорний пішак · e2 чорний пішак · g2 білий слон · a1 білий король · b1 білий ферзь · d1 чорний слон · e1 чорний король | c8 чорний кінь · g7 чорний пішак · f5 чорний пішак · h3 білий кінь · d2 чорний пішак · e2 чорний пішак · g2 білий слон · a1 білий король · b1 білий ферзь · d1 чорний слон · e1 чорний король | c8 чорний кінь · g7 чорний пішак · f5 чорний пішак · h3 білий кінь · d2 чорний пішак · e2 чорний пішак · g2 білий слон · a1 білий король · b1 білий ферзь · d1 чорний слон · e1 чорний король | c8 чорний кінь · g7 чорний пішак · f5 чорний пішак · h3 білий кінь · d2 чорний пішак · e2 чорний пішак · g2 білий слон · a1 білий король · b1 білий ферзь · d1 чорний слон · e1 чорний король | 8 |
| 7 | c8 чорний кінь · g7 чорний пішак · f5 чорний пішак · h3 білий кінь · d2 чорний пішак · e2 чорний пішак · g2 білий слон · a1 білий король · b1 білий ферзь · d1 чорний слон · e1 чорний король | c8 чорний кінь · g7 чорний пішак · f5 чорний пішак · h3 білий кінь · d2 чорний пішак · e2 чорний пішак · g2 білий слон · a1 білий король · b1 білий ферзь · d1 чорний слон · e1 чорний король | c8 чорний кінь · g7 чорний пішак · f5 чорний пішак · h3 білий кінь · d2 чорний пішак · e2 чорний пішак · g2 білий слон · a1 білий король · b1 білий ферзь · d1 чорний слон · e1 чорний король | c8 чорний кінь · g7 чорний пішак · f5 чорний пішак · h3 білий кінь · d2 чорний пішак · e2 чорний пішак · g2 білий слон · a1 білий король · b1 білий ферзь · d1 чорний слон · e1 чорний король | c8 чорний кінь · g7 чорний пішак · f5 чорний пішак · h3 білий кінь · d2 чорний пішак · e2 чорний пішак · g2 білий слон · a1 білий король · b1 білий ферзь · d1 чорний слон · e1 чорний король | c8 чорний кінь · g7 чорний пішак · f5 чорний пішак · h3 білий кінь · d2 чорний пішак · e2 чорний пішак · g2 білий слон · a1 білий король · b1 білий ферзь · d1 чорний слон · e1 чорний король | c8 чорний кінь · g7 чорний пішак · f5 чорний пішак · h3 білий кінь · d2 чорний пішак · e2 чорний пішак · g2 білий слон · a1 білий король · b1 білий ферзь · d1 чорний слон · e1 чорний король | c8 чорний кінь · g7 чорний пішак · f5 чорний пішак · h3 білий кінь · d2 чорний пішак · e2 чорний пішак · g2 білий слон · a1 білий король · b1 білий ферзь · d1 чорний слон · e1 чорний король | 7 |
| 6 | c8 чорний кінь · g7 чорний пішак · f5 чорний пішак · h3 білий кінь · d2 чорний пішак · e2 чорний пішак · g2 білий слон · a1 білий король · b1 білий ферзь · d1 чорний слон · e1 чорний король | c8 чорний кінь · g7 чорний пішак · f5 чорний пішак · h3 білий кінь · d2 чорний пішак · e2 чорний пішак · g2 білий слон · a1 білий король · b1 білий ферзь · d1 чорний слон · e1 чорний король | c8 чорний кінь · g7 чорний пішак · f5 чорний пішак · h3 білий кінь · d2 чорний пішак · e2 чорний пішак · g2 білий слон · a1 білий король · b1 білий ферзь · d1 чорний слон · e1 чорний король | c8 чорний кінь · g7 чорний пішак · f5 чорний пішак · h3 білий кінь · d2 чорний пішак · e2 чорний пішак · g2 білий слон · a1 білий король · b1 білий ферзь · d1 чорний слон · e1 чорний король | c8 чорний кінь · g7 чорний пішак · f5 чорний пішак · h3 білий кінь · d2 чорний пішак · e2 чорний пішак · g2 білий слон · a1 білий король · b1 білий ферзь · d1 чорний слон · e1 чорний король | c8 чорний кінь · g7 чорний пішак · f5 чорний пішак · h3 білий кінь · d2 чорний пішак · e2 чорний пішак · g2 білий слон · a1 білий король · b1 білий ферзь · d1 чорний слон · e1 чорний король | c8 чорний кінь · g7 чорний пішак · f5 чорний пішак · h3 білий кінь · d2 чорний пішак · e2 чорний пішак · g2 білий слон · a1 білий король · b1 білий ферзь · d1 чорний слон · e1 чорний король | c8 чорний кінь · g7 чорний пішак · f5 чорний пішак · h3 білий кінь · d2 чорний пішак · e2 чорний пішак · g2 білий слон · a1 білий король · b1 білий ферзь · d1 чорний слон · e1 чорний король | 6 |
| 5 | c8 чорний кінь · g7 чорний пішак · f5 чорний пішак · h3 білий кінь · d2 чорний пішак · e2 чорний пішак · g2 білий слон · a1 білий король · b1 білий ферзь · d1 чорний слон · e1 чорний король | c8 чорний кінь · g7 чорний пішак · f5 чорний пішак · h3 білий кінь · d2 чорний пішак · e2 чорний пішак · g2 білий слон · a1 білий король · b1 білий ферзь · d1 чорний слон · e1 чорний король | c8 чорний кінь · g7 чорний пішак · f5 чорний пішак · h3 білий кінь · d2 чорний пішак · e2 чорний пішак · g2 білий слон · a1 білий король · b1 білий ферзь · d1 чорний слон · e1 чорний король | c8 чорний кінь · g7 чорний пішак · f5 чорний пішак · h3 білий кінь · d2 чорний пішак · e2 чорний пішак · g2 білий слон · a1 білий король · b1 білий ферзь · d1 чорний слон · e1 чорний король | c8 чорний кінь · g7 чорний пішак · f5 чорний пішак · h3 білий кінь · d2 чорний пішак · e2 чорний пішак · g2 білий слон · a1 білий король · b1 білий ферзь · d1 чорний слон · e1 чорний король | c8 чорний кінь · g7 чорний пішак · f5 чорний пішак · h3 білий кінь · d2 чорний пішак · e2 чорний пішак · g2 білий слон · a1 білий король · b1 білий ферзь · d1 чорний слон · e1 чорний король | c8 чорний кінь · g7 чорний пішак · f5 чорний пішак · h3 білий кінь · d2 чорний пішак · e2 чорний пішак · g2 білий слон · a1 білий король · b1 білий ферзь · d1 чорний слон · e1 чорний король | c8 чорний кінь · g7 чорний пішак · f5 чорний пішак · h3 білий кінь · d2 чорний пішак · e2 чорний пішак · g2 білий слон · a1 білий король · b1 білий ферзь · d1 чорний слон · e1 чорний король | 5 |
| 4 | c8 чорний кінь · g7 чорний пішак · f5 чорний пішак · h3 білий кінь · d2 чорний пішак · e2 чорний пішак · g2 білий слон · a1 білий король · b1 білий ферзь · d1 чорний слон · e1 чорний король | c8 чорний кінь · g7 чорний пішак · f5 чорний пішак · h3 білий кінь · d2 чорний пішак · e2 чорний пішак · g2 білий слон · a1 білий король · b1 білий ферзь · d1 чорний слон · e1 чорний король | c8 чорний кінь · g7 чорний пішак · f5 чорний пішак · h3 білий кінь · d2 чорний пішак · e2 чорний пішак · g2 білий слон · a1 білий король · b1 білий ферзь · d1 чорний слон · e1 чорний король | c8 чорний кінь · g7 чорний пішак · f5 чорний пішак · h3 білий кінь · d2 чорний пішак · e2 чорний пішак · g2 білий слон · a1 білий король · b1 білий ферзь · d1 чорний слон · e1 чорний король | c8 чорний кінь · g7 чорний пішак · f5 чорний пішак · h3 білий кінь · d2 чорний пішак · e2 чорний пішак · g2 білий слон · a1 білий король · b1 білий ферзь · d1 чорний слон · e1 чорний король | c8 чорний кінь · g7 чорний пішак · f5 чорний пішак · h3 білий кінь · d2 чорний пішак · e2 чорний пішак · g2 білий слон · a1 білий король · b1 білий ферзь · d1 чорний слон · e1 чорний король | c8 чорний кінь · g7 чорний пішак · f5 чорний пішак · h3 білий кінь · d2 чорний пішак · e2 чорний пішак · g2 білий слон · a1 білий король · b1 білий ферзь · d1 чорний слон · e1 чорний король | c8 чорний кінь · g7 чорний пішак · f5 чорний пішак · h3 білий кінь · d2 чорний пішак · e2 чорний пішак · g2 білий слон · a1 білий король · b1 білий ферзь · d1 чорний слон · e1 чорний король | 4 |
| 3 | c8 чорний кінь · g7 чорний пішак · f5 чорний пішак · h3 білий кінь · d2 чорний пішак · e2 чорний пішак · g2 білий слон · a1 білий король · b1 білий ферзь · d1 чорний слон · e1 чорний король | c8 чорний кінь · g7 чорний пішак · f5 чорний пішак · h3 білий кінь · d2 чорний пішак · e2 чорний пішак · g2 білий слон · a1 білий король · b1 білий ферзь · d1 чорний слон · e1 чорний король | c8 чорний кінь · g7 чорний пішак · f5 чорний пішак · h3 білий кінь · d2 чорний пішак · e2 чорний пішак · g2 білий слон · a1 білий король · b1 білий ферзь · d1 чорний слон · e1 чорний король | c8 чорний кінь · g7 чорний пішак · f5 чорний пішак · h3 білий кінь · d2 чорний пішак · e2 чорний пішак · g2 білий слон · a1 білий король · b1 білий ферзь · d1 чорний слон · e1 чорний король | c8 чорний кінь · g7 чорний пішак · f5 чорний пішак · h3 білий кінь · d2 чорний пішак · e2 чорний пішак · g2 білий слон · a1 білий король · b1 білий ферзь · d1 чорний слон · e1 чорний король | c8 чорний кінь · g7 чорний пішак · f5 чорний пішак · h3 білий кінь · d2 чорний пішак · e2 чорний пішак · g2 білий слон · a1 білий король · b1 білий ферзь · d1 чорний слон · e1 чорний король | c8 чорний кінь · g7 чорний пішак · f5 чорний пішак · h3 білий кінь · d2 чорний пішак · e2 чорний пішак · g2 білий слон · a1 білий король · b1 білий ферзь · d1 чорний слон · e1 чорний король | c8 чорний кінь · g7 чорний пішак · f5 чорний пішак · h3 білий кінь · d2 чорний пішак · e2 чорний пішак · g2 білий слон · a1 білий король · b1 білий ферзь · d1 чорний слон · e1 чорний король | 3 |
| 2 | c8 чорний кінь · g7 чорний пішак · f5 чорний пішак · h3 білий кінь · d2 чорний пішак · e2 чорний пішак · g2 білий слон · a1 білий король · b1 білий ферзь · d1 чорний слон · e1 чорний король | c8 чорний кінь · g7 чорний пішак · f5 чорний пішак · h3 білий кінь · d2 чорний пішак · e2 чорний пішак · g2 білий слон · a1 білий король · b1 білий ферзь · d1 чорний слон · e1 чорний король | c8 чорний кінь · g7 чорний пішак · f5 чорний пішак · h3 білий кінь · d2 чорний пішак · e2 чорний пішак · g2 білий слон · a1 білий король · b1 білий ферзь · d1 чорний слон · e1 чорний король | c8 чорний кінь · g7 чорний пішак · f5 чорний пішак · h3 білий кінь · d2 чорний пішак · e2 чорний пішак · g2 білий слон · a1 білий король · b1 білий ферзь · d1 чорний слон · e1 чорний король | c8 чорний кінь · g7 чорний пішак · f5 чорний пішак · h3 білий кінь · d2 чорний пішак · e2 чорний пішак · g2 білий слон · a1 білий король · b1 білий ферзь · d1 чорний слон · e1 чорний король | c8 чорний кінь · g7 чорний пішак · f5 чорний пішак · h3 білий кінь · d2 чорний пішак · e2 чорний пішак · g2 білий слон · a1 білий король · b1 білий ферзь · d1 чорний слон · e1 чорний король | c8 чорний кінь · g7 чорний пішак · f5 чорний пішак · h3 білий кінь · d2 чорний пішак · e2 чорний пішак · g2 білий слон · a1 білий король · b1 білий ферзь · d1 чорний слон · e1 чорний король | c8 чорний кінь · g7 чорний пішак · f5 чорний пішак · h3 білий кінь · d2 чорний пішак · e2 чорний пішак · g2 білий слон · a1 білий король · b1 білий ферзь · d1 чорний слон · e1 чорний король | 2 |
| 1 | c8 чорний кінь · g7 чорний пішак · f5 чорний пішак · h3 білий кінь · d2 чорний пішак · e2 чорний пішак · g2 білий слон · a1 білий король · b1 білий ферзь · d1 чорний слон · e1 чорний король | c8 чорний кінь · g7 чорний пішак · f5 чорний пішак · h3 білий кінь · d2 чорний пішак · e2 чорний пішак · g2 білий слон · a1 білий король · b1 білий ферзь · d1 чорний слон · e1 чорний король | c8 чорний кінь · g7 чорний пішак · f5 чорний пішак · h3 білий кінь · d2 чорний пішак · e2 чорний пішак · g2 білий слон · a1 білий король · b1 білий ферзь · d1 чорний слон · e1 чорний король | c8 чорний кінь · g7 чорний пішак · f5 чорний пішак · h3 білий кінь · d2 чорний пішак · e2 чорний пішак · g2 білий слон · a1 білий король · b1 білий ферзь · d1 чорний слон · e1 чорний король | c8 чорний кінь · g7 чорний пішак · f5 чорний пішак · h3 білий кінь · d2 чорний пішак · e2 чорний пішак · g2 білий слон · a1 білий король · b1 білий ферзь · d1 чорний слон · e1 чорний король | c8 чорний кінь · g7 чорний пішак · f5 чорний пішак · h3 білий кінь · d2 чорний пішак · e2 чорний пішак · g2 білий слон · a1 білий король · b1 білий ферзь · d1 чорний слон · e1 чорний король | c8 чорний кінь · g7 чорний пішак · f5 чорний пішак · h3 білий кінь · d2 чорний пішак · e2 чорний пішак · g2 білий слон · a1 білий король · b1 білий ферзь · d1 чорний слон · e1 чорний король | c8 чорний кінь · g7 чорний пішак · f5 чорний пішак · h3 білий кінь · d2 чорний пішак · e2 чорний пішак · g2 білий слон · a1 білий король · b1 білий ферзь · d1 чорний слон · e1 чорний король | 1 |
|   | a | b | c | d | e | f | g | h |   |

FEN: 2n5/6p1/8/5p2/8/7N/3pp1B1/KQ1bk3

1. Ba8! g5 2. Qb7  ~ 3. Qh1#
- — - — - — -
1. ... S~  2. Qb6   ~ 3. Qg1#
1. ... f4   2. Qg6   ~ 3. Qg1#
1. ... Kf1 2. Qf5+ Ke1 3. Qf2#